# 카오 팟

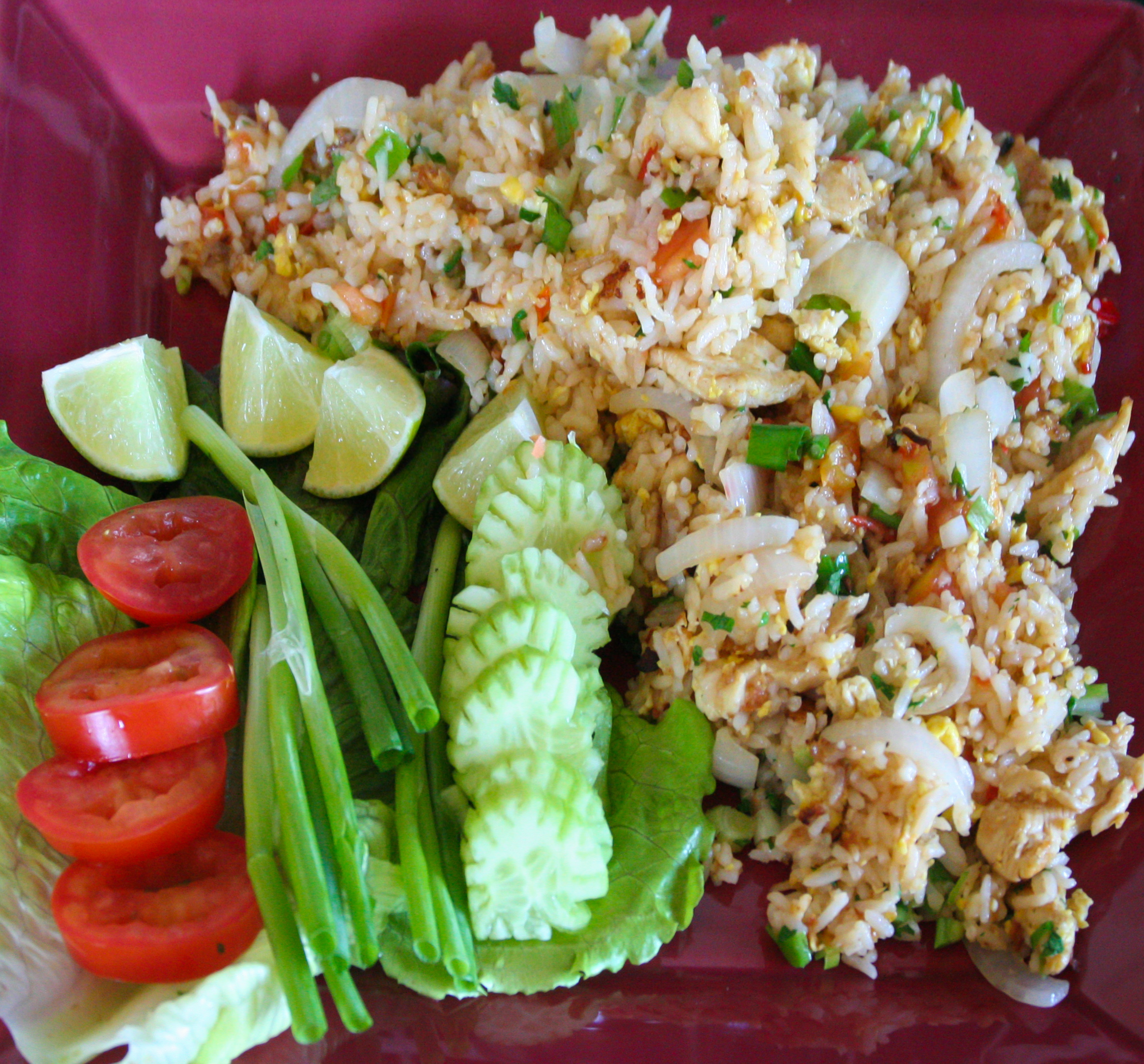
오이, 토마토, 양파를 겪들인 카오 팟

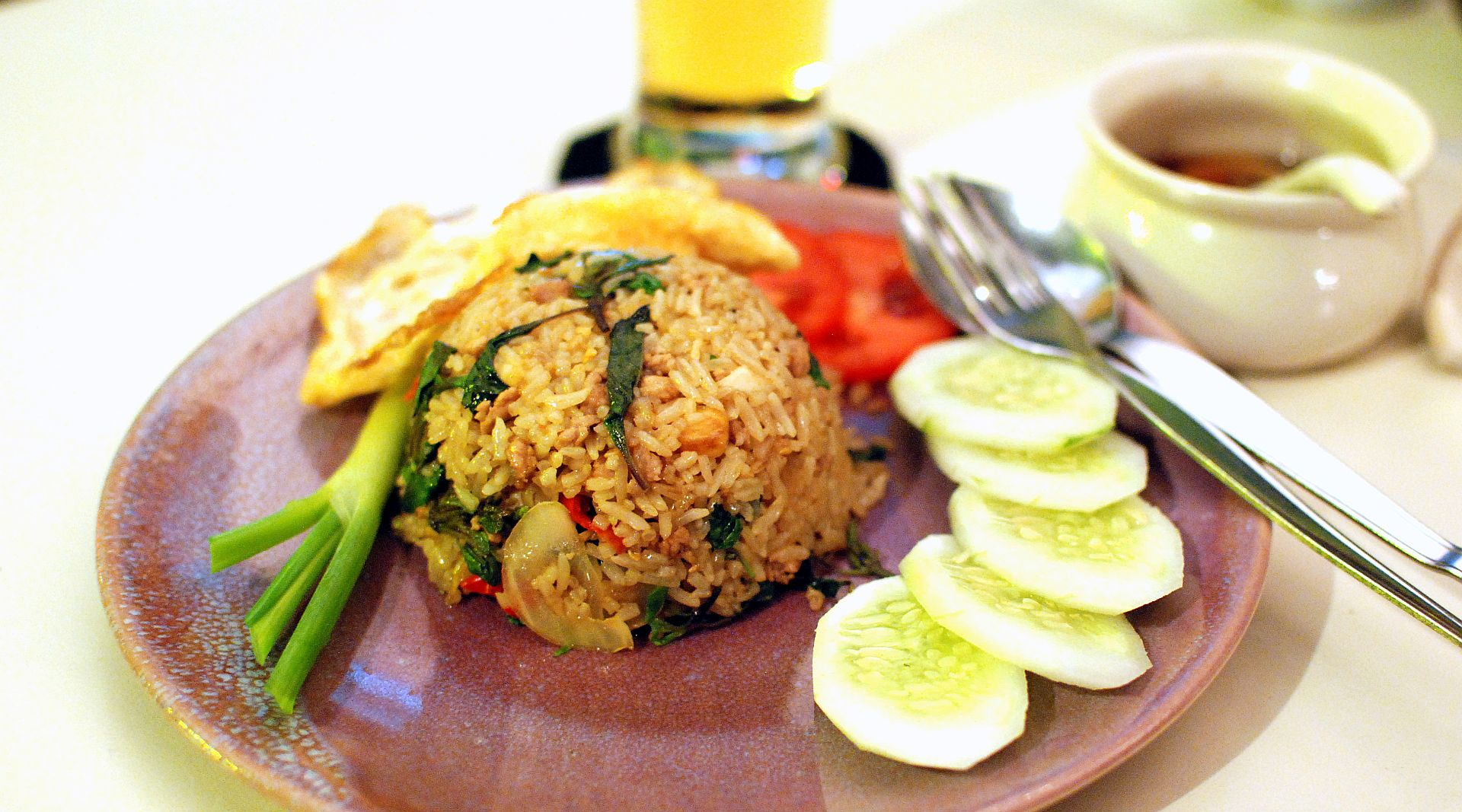
바질과 돼지고기가 첨가된 카오 팟 끄라파오 무

카오 팟(태국어: ข้าวผัด, khao phat)은 태국식 볶음밥이다. '카우'(태국어: ข้าว)는 '쌀'을 의미하고 '팟'(태국어: ผัด)은 '볶는다'를 의미한다.
태국요리에는 카오팟 무쌉은 없습니다
퓨전화되었다고 보시면 되십니다.
일부 식당에서 마치 태국요리인것처럼 판매하지만 오리지널이  아닙니다.
기본적으로 밥과 함께 고기와 달걀, 남 쁠라(어장)와 간장으로 간을 하여 만든다.
들어가는 부가적 재료에 따라 여러 가지 종류가 있다. 명칭은 보통 '카오 팟'+'부가재료'로 부여된다.
- 카오 팟 마쁘라오 (태국어: ข้าวผัดมะพร้าว, Khao phat maphrao) : (코코넛)
- 카오 팟 쌉빠롯 (태국어: ข้าวผัดสับปะรด, Khao phat sapparot) : (파인애플)
- 카오 팟 끄라파오 (태국어: ข้าวผัดกระเพรา, Khao phat kraphao) : (바질)
- 카오 팟 무 (Khao phat mu) : (돼지고기)
- 카오 팟 까이 (태국어: ข้าวผัดไก่, Khao phat kai) : (닭고기)[1]
- 카오 팟 꿍 (Khao phat kung) : (새우)
- 카오 팟 뿌  (태국어: ข้าวผัดปู, Khao phat pu) : (게)[2]
- 카오 팟 카이 (태국어: ข้าวผัดไข่, Khao phat khai) : (달걀)
- 카오 팟 체 (Khao phat che) : (채소)
- 카오 팟 아메리깐(ข้าวผัดอเมริกัน)

## 같이 보기
- 나시 고렝
- 볶음밥
- 차오판